# A sonkádi Egyed gazda
A sonkádi Egyed gazda (eredeti címe Farmer Giles of Ham, más fordításban: Giles, a sárkányok ura) John Ronald Reuel Tolkien 1937-ben írt kisregénye. Először 1949-ben publikálták, magyarul pedig 1988-ban jelent meg. Egy elképzelt Nagy-Britanniában játszódik réges-régen, ahol mitikus lények, középkori lovagok és kezdetleges lőfegyverek voltak. A történet arról szól, hogyan lett Egyed gazdából a puszta véletleneknek köszönhetően az ország leghíresebb lovagja.

## Magyarul
- A sonkádi Egyed gazda, azaz A nép nyelvén a Házisárkány urának fölemelkedése és csodálatos kalandjai; ford. Göncz Árpád; Móra, Bp., 1988
- Giles, a sárkány ura. Giles gazda – Tame lordjának, Worminghall grófjának, a Parányi Királyság királyának – felemelkedése és mesés kalandjai; ford. Német Anikó; Fátum-ars–Merényi, Bp., 1994

A Göncz-féle fordítás címe némileg megtévesztő, mert Sonkád egy létező magyarországi település neve is, miközben a történet nyilvánvalóan nem ott játszódik.